# Murat Kunt
Pour les articles homonymes, voir Kunt.
Murat Kunt est  un scientifique suisse d’origine turque. Il est né à Ankara le 16 janvier 1945. Il est connu par ses recherches et son enseignement dans le domaine général du traitement numérique des signaux en en particulier des images et de la vidéo. Il est l’auteur de plus de 240 publications scientifiques, 15 livres et 16 brevets. Il a été un des pionniers de la compression d’images numériques et de la vidéo. Parmi les 75 doctorants qu’il a formés, une vingtaine sont devenus professeurs d’université.

## Carrière
Il est diplômé du lycée de Galatasaray d’Istanbul en 1963. Il a ensuite fait ses études universitaires à l’École Polytechnique Fédérale de Lausanne (EPFL) et a obtenu son diplôme en physique nucléaire. Il a fait sa thèse de doctorat dans la même institution sur la compression et la transmission d’images facsimilées. Après sa thèse, il a été « Research Associate » et enseignant pendant plus de 2 ans au Massachusetts Institute of Technology (MIT). De retour à l’EPFL, il a été nommé professeur par appel en 1980 et a dirigé le Laboratoire de traitement des signaux de 1989 jusqu’à son départ à la retraite en 2008.
Il a enseigné dans plusieurs universités en Europe et dans le monde et en particulier au MIT, à l'Université de Californie du Sud (USC) et à l’Université de Californie à Berkeley (année sabbatique). Son premier livre Traitement numérique des signaux (1980) est l’un des ouvrages de référence du domaine et a été traduit dans plusieurs langues dont l’anglais.
En 1978 M. Kunt a créé la revue scientifique Signal Processing (dont il fut le rédacteur en chef jusqu’en 2006) et a fondé la même année l’Association Européenne de Traitement des Signaux (EURASIP). En 2006 il a créé la nouvelle revue Signal, Image and Video Processing qu’il a dirigé jusqu’en 2013.
Il a été Président ou Membre du comité scientifique de plusieurs conférences internationales et dans les comités de rédaction de revues scientifiques comme le Proceedings of the IEEE, Pattern Recognition Letters et Traitement du Signal. Il était le Co-Président de la première conférence européenne du traitement des signaux (EUSIPCO) qui s’est tenue à Lausanne en 1980 et le Président, en 1996 également à Lausanne, de la Conférence Internationale de Traitement d’Images (ICIP’96). Il a en outre été le Président de l’Association Suisse de Reconnaissance des Formes depuis sa création jusqu’en 1997. Il est conseiller scientifique pour plusieurs industries et offices gouvernementaux y compris l’Assemblée nationale française.
Murat Kunt a reçu plusieurs distinctions. En 1986 il a été nommé par ses pairs « Fellow » de l’Institute of Electrical and Electronics Engineers (IEEE). Ceci est suivi en 1983 par la médaille d’or de « Meritorious Service Award » d’EURASIP, en 1996 par le IEEE ASSP technical achievement award, en 2000 par le IEEE Third millennium Medal, en 2001 l’Université Catholique de Louvain lui a donné le titre de Docteur Honoris Causa et en 2003 il a été nommé le scientifique de l’année en imagerie par IS&T et SPIE, et a reçu le technical achievement award d’EURASIP.
Plusieurs sociétés sont issues de son laboratoire: Alpvision, Fastcom Technologies, Visiowave, Pixartis ou encore Spinetix.
Ses avis ne se limitent pas au domaine scientifique. Il publie régulièrement son opinion sur la vie de la société dans des quotidiens ou magazines hebdomadaires.